# Palermo Football Club 1925-1926
Questa voce raccoglie le informazioni riguardanti il Palermo Football Club nelle competizioni ufficiali della stagione 1925-1926.

## Stagione
Questa si tratta della quinta stagione in Prima Divisione, la massima serie italiana di quel periodo. A inizio anno, la Lega Sud decide di ammettere alle semifinali interregionali anche i vicecampioni di Sicilia e delle Marche: nel girone siciliano, così come in quello marchigiano, le squadre partecipanti sono soltanto due, ossia Palermo e Messinese, che sono di conseguenza già ammesse di diritto alla fase interregionale. In ogni caso, la stessa Lega decide di fare disputare comunque la fase locale, al fine di assegnare un titolo regionale.
Il Palermo affronta due volte la Messinese nella sezione siciliana: la partita di andata si conclude con un risultato di 7-0 per i rosanero, ma al ritorno i messinesi si impongono per 1-0. Nonostante la classifica del girone - a sole due squadre - veda entrambe le compagini a quota 2 punti, è il Palermo a essere proclamato campione siciliano, per via del quoziente reti (il rapporto tra le reti fatte e le reti subìte) nettamente a favore.
I rosanero vengono inseriti nel girone B delle semifinali di Lega Sud, insieme all'Alba Roma, alla Bagnolese di Bagnoli (Napoli), alla Pro Italia di Taranto e alla Maceratese. Il Palermo debutta addirittura con una vittoria per 6-0 su quest'ultima, ma perde le altre tre partite del girone di andata. Particolarmente immeritata è la sconfitta interna per 0-1 con l'Alba, con la stampa locale de L'Ora che accusa l'arbitro dell'incontro, Giusto Senes, di non aver fischiato numerosi falli di mano commessi dall'Alba (che per il giornale palermitano ha giocato più con le mani che con i piedi) e di aver negato un rigore ai rosanero. Nel girone di ritorno, il club perde a tavolino per forfait (o per rinuncia) le partite con Maceratese, Pro Italia e Bagnolese, ma si presenta in campo contro l'Alba, perdendo di misura per 2-1. Chiude il proprio raggruppamento delle semifinali con una vittoria e sette sconfitte su otto partite, a pari punti con la Maceratese ma meglio piazzato, precisamente al quartultimo posto, in virtù del quoziente reti nettamente a proprio favore (soprattutto per mezzo del già citato 6-0 alla prima di andata e proprio contro i marchigiani).
Nell'estate seguente, in base a quanto prevederà il futuro documento della Carta di Viareggio, il Palermo non risulterà iscritto alla nuova Divisione Nazionale, ma alla ventura Prima Divisione, declassata a secondo livello della piramide calcistica italiana.

## Rosa
Presidente: Valentino Colombo
| N. |                   | Ruolo | Calciatore          |
| -- | ----------------- | ----- | ------------------- |
|    | Italia (bandiera) | P     | Gregorio Porcaro    |
|    | Italia (bandiera) | P     | Anania              |
|    | Italia (bandiera) | P     | Righi               |
|    | Italia (bandiera) | D     | Urso                |
|    | Italia (bandiera) | D     | Mineo               |
|    | Italia (bandiera) | D     | Giuseppe Pirandello |
|    | Italia (bandiera) | D     | Mannino             |
|    | Italia (bandiera) | C     | Severino            |
|    | Italia (bandiera) | A     | Giulio Bobbio       |
|    | Italia (bandiera) | C     | Aliotta             |

| N. |                   | Ruolo | Calciatore          |
| -- | ----------------- | ----- | ------------------- |
|    | Italia (bandiera) | C     | Giovanni Frangipane |
|    | Italia (bandiera) | C     | Nuvolari            |
|    | Italia (bandiera) | A     | Ermenegildo Negri   |
|    | Italia (bandiera) | A     | Turk                |
|    | Italia (bandiera) | A     | Gorgone             |
|    | Italia (bandiera) | A     | Giulio Bobbio       |
|    | Italia (bandiera) |       | Busuttil            |
|    | Italia (bandiera) |       | Casini              |
|    | Italia (bandiera) |       | Kovary              |
|    | Italia (bandiera) |       | Paradiso            |

## Risultati

### Prima Divisione

#### Sezione siciliana
| Arbitro: | Pauzano (Castellammare di Stabia) |

|                                          |           |  |
| Negri ?’, ?’, ?’, ?’ Busuttil ?’, ?’, ?’ | Marcatori |  |

| Arbitro: | Ciaccio (Taranto) |

|                  |           |  |
| Casini 5’ (aut.) | Marcatori |  |

#### Semifinali interregionali - girone B

##### Girone di andata
| Arbitro: | Trama (Torre Annunziata) |

|                                            |           |  |
| Negri 20’, 70’, 89’ Busuttil 40’, 43’, 61’ | Marcatori |  |

| Arbitro: | Esposito (Napoli) |

|                          |           |                                        |
| Negri 55’ Frangipane 77’ | Marcatori | 10’ Catapano 22’, 64’ (rig.) Palmisano |

| Arbitro: | Fornarelli (Bari) |

|                                           |           |           |
| Parascandolo 15’ Cassese 80’ Polisano 90’ | Marcatori | 47’ Negri |

| Arbitro: | Senes (Napoli) |

|  |           |            |
|  | Marcatori | 10’ Ziroli |

##### Girone di ritorno
| Macerata 2 maggio 1926 | Maceratese | 2 – 0 A tav. per forfait referto | Palermo |  |

| Taranto 9 maggio 1926 | Pro Italia | 2 – 0 A tav. per forfait referto | Palermo | Stadio Corvisea |

| Palermo 6 giugno 1926 | Palermo | 0 – 2 A tav. per forfait referto | Bagnolese | Stadio Ranchibile |

| Arbitro: | Turra (Padova) |

|                |           |           |
| Bukovi 2’, 74’ | Marcatori | 30’ Mineo |

## Statistiche

### Statistiche di squadra
| Competizione                   | Punti | In casa | In casa | In casa | In casa | In casa | In casa | In trasferta | In trasferta | In trasferta | In trasferta | In trasferta | In trasferta | Totale | Totale | Totale | Totale | Totale | Totale | DR |
| Competizione                   | Punti | G       | V       | N       | P       | Gf      | Gs      | G            | V            | N            | P            | Gf           | Gs           | G      | V      | N      | P      | Gf     | Gs     | DR |
| ------------------------------ | ----- | ------- | ------- | ------- | ------- | ------- | ------- | ------------ | ------------ | ------------ | ------------ | ------------ | ------------ | ------ | ------ | ------ | ------ | ------ | ------ | -- |
| Prima Divisione-Sicilia        | 2     | 1       | 1       | 0       | 0       | 7       | 0       | 1            | 0            | 0            | 1            | 0            | 1            | 2      | 1      | 0      | 1      | 7      | 1      | +6 |
| Prima Divisione-Semifinali Sud | 2     | 4       | 1       | 0       | 3       | 8       | 6       | 4            | 0            | 0            | 4            | 2            | 9            | 8      | 1      | 0      | 7      | 10     | 15     | -5 |
| Totale                         | -     | 5       | 2       | 0       | 3       | 15      | 6       | 5            | 0            | 0            | 5            | 2            | 10           | 10     | 2      | 0      | 8      | 17     | 16     | +1 |

### Statistiche dei giocatori
| Giocatore     | Prima Divisione | Prima Divisione |
| Giocatore     | Presenze        | Reti            |
| ------------- | --------------- | --------------- |
| Aliotta       | 7               | 0               |
| Anania        | 1               | -2              |
| G. Bobbio     | 7               | 0               |
| Busuttil      | 4               | 6               |
| Casini        | 6               | 0               |
| G. Frangipane | 4               | 1               |
| T. Kovary     | 7               | 0               |
| Mannino       | 6               | 0               |
| Mineo         | 2               | 1               |
| E. Negri      | 6               | 9               |
| Nuvolari      | 5               | 0               |
| Paradiso      | 2               | 0               |
| G. Pirandello | 7               | 0               |
| G. Porcaro    | 5               | -5              |
| Righi         | 1               | -3              |
| Severino      | 7               | 0               |